# Verónica Wiese
Verónica Wiese Miró Quesada (Lima, 16 de octubre de 1973 - ) es una fotógrafa y artista plástica peruana contemporánea cuya obra multidisciplinaria se desarrolla en diversos medios como la fotografía, la escultura, el vídeo y la instalación. Vive y trabaja en Lima.  

## Trayectoria
Es hija del reconocido banquero peruano Guillermo Wiese de Osma y nieta del empresario Augusto Wiese Eslava. Se formó en Comunicación Audiovisual en el Instituto Peruano de Publicidad (1993-1995).
Entre 1996 y 1998 se dedica a la fotografía documental en el equipo de producción de Proyectos Especiales de Panamericana Televisión, con quien tiene la oportunidad de viajar a la Antártida. Producto de esta experiencia, realiza su primera exposición individual, Antártica Terra Australis, en 1998. Posteriormente, ingresa a estudiar Fotografía en el Instituto Superior Antonio Gaudí, también en Lima, hasta 1999. Durante esta etapa inicia la realización de una serie de fotografías de cuerpos que la orienta a trabajar con volúmenes y a estudiar escultura, primero en el taller de la artista peruana Rocío Rodrigo (2002), en un curso de especialización en resina con un equipo de la Facultad de Artes Plásticas de la Pontificia Universidad Católica del Perú y en la Liga de estudiantes de arte de Nueva York, en Nueva York (2003).
De 2003 y 2006 fue directora de la Galería de Arte Punctum en Lima, Perú.
En 2008 presenta en Lima "Con pecado concebido" en el marco de la Bienal de Fotografía de Lima, una muestra en la que junto al tema de la muerte hace referencia al papel de la religión y en la que introduce elementos de referencia a la religión católica como la última cena, el relicario, el altar, la casulla, la patena y el cáliz.
En 2012 presentó 'Xclu-Eternity en el Museo de Arte Contemporáneo de Lima  con el que participó en bienales en Ámsterdam y Cap Town (Sudáfrica).
En 2015 participó en la Bienal de La Habana. Su obra exhibida en el asilo de ancianos Nueva vida donde se habilitaron espacios especiales, presentó el trabajo con los residentes, sus opiniones, su mundo personal, su relación con la vida, con la muerte y con la cotidianidad.

## Obra
Pertenece a una generación contemporánea de fotógrafos que interviene sus trabajos con técnicas digitales. Introduce prácticas estéticas asociadas a una intervención del espacio mediante el despliegue de volúmenes geométricos asociados a imágenes de creación de vida artificial en laboratorio.
Utiliza la fotografía como base de su trabajo que en ocasiones mezcla con propuestas interdisciplinares como escultura y vídeo. Fotografías que construyen ficciones y visiones del mundo además de visiones del cuerpo.
El tema de la muerte está habitualmente presente en su obra al igual que lo orgánico y la reflexión sobre el origen y el destino del ser humano.
Su fotografía de vivo colorido y en gran formato se asemejan, en primera instancia, a imágenes que uno podría encontrar mirando por el microscopio o, también, observando los fenómenos del espacio. Explora el mundo tridimensional, ya que sus imágenes aluden a células o planetas en formación.
Sus esculturas muestran una preocupación por lo científico y estético de la materia viva, así como un claro interés por la creación de mundos paralelos con características míticas o metafísicas. 
Obras suyas se encuentran en las colecciones del Amsterdam Photo Foundation y del Museo de Arte Contemporáneo de Lima.

## Vida personal
Es hija del empresario y filántropo peruano Guillermo Wiese de Osma y de Delfina Miró Quesada Cornejo y nieta del banquero Augusto N. Wiese Eslava.

## Exposiciones
Su trabajo ha sido presentado en la Bienal de La Habana, Cuba (2015); Bienal de Cape Town, Sudáfrica (2015); Bienal Internacional de Fotografía de Grid, Ámsterdam, Holanda (2014) y en la Bienal de Fotografía en Lima, Perú, en 2012 y 2008.
- 1998 Antártica Terra Australis, Centro Cultural de la Universidad Católica. Lima.
- 2000 Marea de los sentidos, Galería Cecilia González. Lima.
- 2002 Tiempo de cristal y fuego, Galería Cecilia González. Lima.
- 2005 Microfusión, Galería el Ojo Ajeno. Lima y en la Galería Animal, Santiago de Chile (2006)
- 2005 Biotipos, Museo de la Nación. Lima. (Curaduría a cargo de Jorge Villacorta).
- 2007 Microfusión, Galería Animal. Santiago de Chile.
- 2007 Biotipos, Matucana 100. Santiago de Chile.
- 2008 Con pecado concebido, Galería el Ojo Ajeno, Centro de la Imagen. Lima. (En el marco de la Bienal de Fotografía de Lima).[3]
- 2011 "Revisión de Portafolino. Galería del Centro Cultural de España.[13][14]
- 2012 Xclu-Eternity Museo de Arte Contemporáneo de Lima[4] y las bienales de Ámsterdam y Cape Town.